# Begonia seychellensis
Espèce
Statut de conservation UICN

 VU B1ab(iii)+2ab(iii) : Vulnérable
Begonia seychellensis est une espèce de plantes de la famille des Begoniaceae.
L'espèce fait partie de la section Mezierea.
Elle a été décrite en 1916 par William Botting Hemsley (1843-1924).

## Répartition géographique
Cette espèce est originaire du pays suivant : Seychelles.